# دمیترو کوشنیروف
دمیترو کوشنیروف (اوکراینی: Дмитро Олександрович Кушніров؛ زادهٔ ۱ آوریل ۱۹۹۰) بازیکن فوتبال اهل اوکراین است.
از باشگاه‌هایی که در آن بازی کرده‌است می‌توان به اشاره کرد.
وی همچنین در تیم‌های ملی فوتبال زیر 16، 17 ،18، 19، و زیر ۲۱ سال اوکراین بازی کرده‌است.